# Otostigmus sumatranus
Otostigmus sumatranus är en mångfotingart som beskrevs av Haase 1887. Otostigmus sumatranus ingår i släktet Otostigmus och familjen Scolopendridae.

## Underarter
Arten delas in i följande underarter:
- O. s. kraepelini
- O. s. sumatranus